# Sesma (Navarra)
Sesma ist eine nordspanische Kleinstadt und eine Gemeinde (municipio) mit 1.247 Einwohnern (Stand: 2024) im Süden der Autonomen Gemeinschaft Navarra.

## Lage und Klima
Sesma liegt gut 50 km (Fahrtstrecke) südwestlich von Pamplona bzw. ca. 28 km östlich von Logroño in einer Höhe von ca. 435 m. Im Südwesten liegt der Flugplatz Sesma (Aerodromo de Sesma). Das Klima ist gemäßigt bis warm; Regen (ca. 600 mm/Jahr) fällt überwiegend im Winterhalbjahr.

## Bevölkerungsentwicklung
| Jahr      | 1970 | 1981 | 1991 | 2001 | 2011 | 2021 |
| Einwohner | 1828 | 1588 | 1495 | 1349 | 1270 | 1149 |

Trotz der Reblauskrise im Weinbau, der zunehmenden Mechanisierung der Landwirtschaft, der Aufgabe bäuerlicher Kleinbetriebe und der daraus resultierenden Arbeitslosigkeit auf dem Lande sind die Bevölkerungszahlen seit der zweiten Hälfte des 20. Jahrhunderts im Wesentlichen stabil geblieben.

## Wirtschaft
Der von den Römern betriebene Weinbau gewann ab dem 19. Jahrhundert an Bedeutung. Hier wird der Rioja produziert.

## Sehenswürdigkeiten
- Marienkirche (Iglesia de la Virgen de los Remedios)
- Heilig-Grab-Kapelle

## Persönlichkeiten
- Matías Escalzo Acedo (1690–1749), Bischof von Astorga (1748–1749)
- Juan José Martínez Escalzo (1704–1773), Bischof von Segovia (1765–1773)